# 崔亮 (明)
崔 亮（さい りょう、生年不詳 - 1370年）は、元末明初の官僚。字は宗明。本貫は真定府藁城県。

## 生涯
元の江浙行省掾をつとめた。朱元璋の軍が旧館に到達すると、崔亮は降り、中書省礼曹主事に任じられた。即位・大祀の諸礼を定め、丞相の李善長が報告したことから、朱元璋に名を知られるようになった。済南府知府に転じた。母が死去すると、喪に服すために帰郷した。洪武元年（1368年）冬、礼部尚書の銭用壬が退任すると、崔亮が代わって礼部尚書に起用された。礼制について銭用壬が先に議論していたところを、崔亮が故実を引用して定めた。考証の詳細正確さは、銭用壬を超えるものがあった。郊廟祭祀のほか、朝賀山呼・百司箋奏・上下冠服・殿上座具の諸儀および大射軍礼を定めた。洪武3年（1370年）9月、在官のまま死去した。

## 人物・逸話
- 洪武2年（1369年）、崔亮は洪武帝（朱元璋）の父の朱五四の陵墓を英陵とよび、祭礼を行うよう請願した。太常博士の孫吾与は漢や唐で初代皇帝の父の祭礼を行なった者がいないと反論した。崔亮は「後漢の光武帝は皇祖皇考の陵墓を昌陵とよび、宋の太祖は高祖父の陵墓を欽陵とよび、曾祖父の陵墓を康陵とよび、祖父の陵墓を定陵とよび、皇考の陵墓を安陵とよびました。けだし創業の君主はその父祖を尊んでおり、その陵墓を尊崇しております。その陵墓を尊ぶからには、祭礼を行うべきものです。礼はもとより人をつなぐ情から起こるものだからです」といった。朝廷の議論は崔亮の意見を是とした。
- 崔亮は「『礼記』礼運に『礼は郊において行い、そこで百神が職を受ける』といいます。今は天下の神祗壇を圜丘の東、方沢の西に増やすのがよろしいでしょう」といった。
- 崔亮は「『礼記』郊特牲に『器は陶匏を用いる』といい、『周礼疏』に『外祀は瓦を用いる』といいます。いま祭祀に磁器を用いているのは、古意に合致しています。しかしたらいや鉢のような器は古代と異なっています。いずれも磁器に換え、たかつきにだけ竹を用いるのがよろしいでしょう」といった。
- 洪武帝は郊社の諸祭祀において、壇に家屋がなく、突然の雨で衣服が濡れることを心配した。崔亮は大中祥符9年（1016年）に宋の真宗が南郊で雨に遇い、太尉庁で祭祀を観望した故事や元の『経世大典』から壇垣内外の建屋で風雨を避けた故事を引いて上奏した。洪武帝は壇の南に殿を建て、雨に遭遇したときにはそこで祭祀を観望すると、詔勅を出した。
- 洪武帝はある日「朕が天地を郊祀するとき、真ん中に位置して礼拝するが、百官たちは東西に分かれて並んでいるのはどうしてか」と崔亮に訊ねた。崔亮は「天子が天を祭るのに、午陛より昇り、北向きになるのは、答陽の義です。社を祭るのに、子陛より昇り、南向きになるのは、答陰の義です。群臣たちは君上の尊を避けるべきで、このため昇降は卯陛からで、東西の列に分かれて、馳道を避けているのです。その義は同じではありません」と答えた。